# Pike County (Mississippi)
Pike County je okres ve státě Mississippi ve Spojených státech amerických. K roku 2010 zde žilo 40 404 obyvatel. Správním městem okresu je Magnolia. 